# رون بورتر
رون بورتر (بالإنجليزية: Ron Porter)‏ هو لاعب كرة قدم أمريكية أمريكي، ولد في 27 يوليو 1945 في ووبرن في الولايات المتحدة.

## وصلات خارجية
- رون بورتر على موقع مرجع كرة القدم المحترفة.كوم (الإنجليزية)